# Aeolidiella sanguinea
Aeolidiella sanguinea är en snäckart som först beskrevs av Norman 1877.  Aeolidiella sanguinea ingår i släktet Aeolidiella och familjen snigelkottar. Inga underarter finns listade i Catalogue of Life.